# Hesham Mesbah
Hesham Mesbah (n. 17 martie 1982, Alexandria, Egipt) este un judocan ce a reprezentat Egipt, medaliat olimpic. A participat la 3 ediții ale Jocurilor Olimpice (2004, 2008, 2012) în care a câștigat o medalie de bronz.